# 庫拉尼拉韋

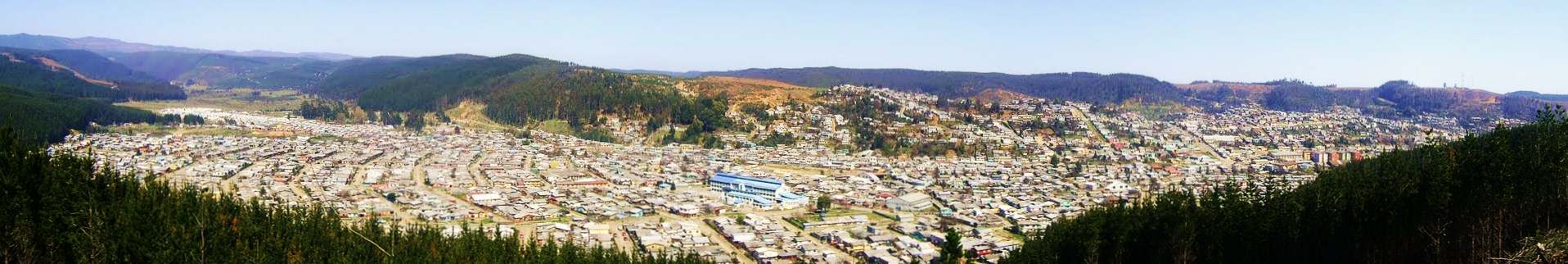

庫拉尼拉韋是智利的城鎮，位於該國中部，由比奧比奧大區的阿勞科省負責管轄，面積994平方公里，海拔高度138米，2002年人口31,943，人口密度每平方公里32.1人。

## 外部連結
- （西班牙文） Municipality of Curanilahue